# ويست وندسور (فيرمونت)
ويست وندسور (بالإنجليزية: West Windsor, Vermont)‏ هي بلدة تقع بولاية فيرمونت في الولايات المتحدة. تبلغ مساحتها 64 (كم²)، وترتفع عن سطح البحر 319 م، بلغ عدد سكانها 1099 نسمة في عام 2010 حسب إحصاء مكتب تعداد الولايات المتحدة .

## وصلات خارجية
- www.westwindsorvt.govoffice2.com
- The US50 - Cities and Towns in Vermont State
- Vermont Cities and Towns, Facts, Map, Flag, Colleges, Government, and More